# Corinna Ewelt-Knauer
Corinna Ewelt-Knauer (* 1983 in Lünen) ist eine deutsche Wirtschaftswissenschaftlerin und seit 2015 Inhaberin der Professur für Financial Accounting an der Justus-Liebig-Universität Gießen.

## Werdegang
Ewelt-Knauer studierte Betriebswirtschaftslehre an der Westfälischen Wilhelms-Universität Münster (WWU) und erwarb 2007 dort ihr Diplom. 2010 promovierte sie am Institut für Rechnungslegung und Wirtschaftsprüfung der WWU bei Hans-Jürgen Kirsch zur Dr. rer. pol. Sie habilitierte sich ebenda im Jahr 2015, wodurch sie die Venia Legendi für das Fach Betriebswirtschaftslehre erwarb. 2015 erhielt sie den Ruf auf die W3-Professur für Financial Accounting an der Justus-Liebig-Universität Gießen. 2016 wurde sie zudem mit dem mit 100.000 Euro dotierten Jackstädt-Fellowhip der Dr. Werner Jackstädt-Stiftung ausgezeichnet.

## Tätigkeiten und Mitgliedschaften
Ewelt-Knauer ist seit 2018 als von der European Securities and Markets Authority (ESMA) bestelltes Mitglied im Aufsichtsorgan von GBB Rating tätig. Seit 2020 war sie zunächst Mitglied im IFRS-Fachausschuss des Deutschen Rechnungslegungs Standards Committee (DRSC) und im Anschluss an dessen Neustrukturierung ist sie Mitglied im Fachausschuss Finanzberichterstattung.
Seit 2019 ist Ewelt-Knauer zudem wissenschaftliche Leiterin und Gesellschafterin der Accounting & Controlling Akademie. Ebenfalls war sie von 2019 bis 2021 Mitglied im Senat der Justus-Liebig-Universität Gießen und ist ebenda seit 2022 Dekanin des Fachbereichs Wirtschaftswissenschaften.

## Bibi Bilanzierung
Im Jahr 2020 erhielt Ewelt-Knauer eine Förderung des HessenHub – Netzwerk digitale Hochschullehre Hessen und schuf die auf YouTube verfügbare Videoreihe Bibi Bilanzierung. Auf dem Konzept des Edutainments basierend wird die handelsrechtliche Bilanzierung anhand einer durchgängigen Fallstudiengeschichte auf unterhaltsame Weise erklärt. Die Protagonistin Bibi Bilanzierung gründet eine Eisdiele, das N.Icecream, und stellt fest, dass sie nun auch Bücher führen muss. Ihr Kommilitone Bill Hanz erweist sich als echter Buchführungs-Freund und Helfer und erklärt Bibi auf Augenhöhe die Kniffe und Tricks der Bilanzierung, insbesondere der Buchführung, Ergänzt wird die Videoreihe durch umfängliche Begleitmaterialien, u. a. ein elektronisches Lehrbuch. Alle Materialien stehen kostenlos zur Verfügung. Bislang existieren zwei Staffeln zu „Bibi Bilanzierung“.

## Ausgewählte Publikationen und Zeitungsartikel
- Probabilistic Audits and Misreporting – the Influence of Audit Process Design on Employee Behavior’ mit A. Schwering und S. Winkelmann, im Erscheinen: European Accounting Review und Auszeichnung mit dem Best Paper Award, online first: DOI:10.1080/09638180.2021.1899014 (VHB-Jourqual: A).
- ‘Doing Good by Doing Bad: How the Tone at the Top and the Tone at the Bottom Impacts Performance-Improving Noncompliant Behavior’ mit A. Schwering und S. Winkelmann, im Erscheinen in: Journal of Business Ethics, online first: DOI:10.1007/s10551-020-04647-6 (Financial Times Top 50-Journal).
- ‘The Effect of Relative Performance Information, Peers’ Rule-breaking, and Controls on Employees’ own Rule-breaking’ mit T. Knauer und D. Sharp, in: European Accounting Review (2020), 29 (1): 1-22 und Auszeichnung mit einem Research Grant Canadian Academic Accounting Association (VHB-Jourqual: A).
- ‘An der JLU Gießen kann man mit Bibi Bilanzieren lernen’ von F. Leyendecker, in: Gießener Anzeiger erschienen am 20. Februar 2021.
- ‘Mit Bibi Bilanzierung lernen’ von K. Al-Khanak, in: Gießener Allgemeine Zeitung erschienen am 11. Januar 2021.
- ‘Eine gute Governance senkt die Risiken’ von S. Wadewitz, in: Börsen-Zeitung erschienen am 11. September 2020.
- ‘Expertin aus Gießen gefragt’ von Redaktion, in: Gießener Allgemeine Zeitung erschienen am 28. Juli 2020.
- ‘Expertise von Wissenschaftlerin der JLU gefragt’ von Redaktion, in: Gießener Anzeiger erschienen am 24. Juli 2020.
- ‘Wirecard kämpft um den Ruf – und mit der Konkurrenz um die Kunden’ von E. Atzler, F. Holtermann und F. Kolf, in: Handelsblatt erschienen am 17. Juni 2020.
- ‘Compliance wird in den nächsten Jahren eines der zentralen Themen sein – Teil 1’, in: Management und Wirtschaft erschienen am 10. Juni 2016.
- ‘Compliance wird in den nächsten Jahren eines der zentralen Themen sein – Teil 2’, in: Management und Wirtschaft erschienen am 11. Juni 2016.
- ‘Forschung über Compliance: Wir hätten gerne Banker als Versuchspersonen’, in: Frankfurter Allgemeine Zeitung erschienen am 10. Mai 2016.